# Луций Мемий
Вижте пояснителната страница за други значения на Луций Мемий.
Луций Мемий (на латински: Lucius Memmius) e оратор и политик на Римската република през 2 век пр.н.е. Произлиза от плебейската фамилия Мемии.
Преди 112 пр.н.е. той е избран за претор. Луций Мемий помага на Гай Марий през първата (88 – 87 пр.н.е.) и втората гражданска война (82 пр.н.е.) между Марий и Сула.
Баща е на Гай Мемий Гемел (поет, народен трибун 66, претор 58 пр.н.е.) и дядо на Гай Мемий (народен трибун 54, суфектконсул 34 пр.н.е.).